# Таловое (Оренбургская область)
Таловое — село в Первомайском районе Оренбургской области в составе Красновского сельсовета.

## География
Располагается на расстоянии примерно 25 километров по прямой на юг-юго-запад от районного центра посёлка Первомайский.

## История
Известно с 1809 года. По переписи 1862 года в нём только лиц казачьего сословия насчитывалось 310.

## Население
Постоянное население составляло 115 человек в 2002 году (русские 53 %, казахи 38 %), 81 в 2010 году.